# Ian Duncan (polític)
Ian Duncan (Alyth, Perth i Kinross, 13 de febrer de 1973) és un polític escocès, militant de la branca escocesa del Partit Conservador britànic. A les eleccions al Parlament Europeu de 2014 fou escollit eurodiputat per la circumscripció d'Escòcia.

## Biografia
Duncan va néixer el 13 de febrer de 1973 a Alyth, al comtat cerimonial escocès de Perth i Kinross, i assistí a l'Institut d'Alyth. Es llicencià en Geologia per la Universitat de St. Andrews, abans de doctorar-se en Paleontologia per la Universitat de Bristol.
Duncan esdevingué per primera vegada candidat del Partit Conservador a les eleccions al Parlament Europeu de 2014, i feu campanya en favor d'emprendre reformes dins de la Unió Europea així com un referèndum d'adhesió/exclusió d'ella cada tres anys.